# У самого Чёрного моря
«У самого Чёрного моря» — советский телефильм 1975 года режиссёров Александра Кузнецова и Оскара Никича.

## Сюжет
В небольшое абхазское селение на берегу Чёрного моря приехал провести свой отпуск москвич Глеб Чехарин и на месяц становится активным участником будней и праздников жителей села, попадает в ряд комических перипетий со своими новыми знакомыми — секретарём сельсовета Виолой, беззаветно любящим её директором рыбсовхоза Матуа и другими жителями и гостями села.

## В ролях
- Николай Гринько — Глеб Николаевич Чехарин
- Лия Ахеджакова — Виола Смыр, секретарь сельсовета, увлеченная поэзией
- Нодар Пиранишвили — Матуа, директор рыбного колхоза
- Валентина Теличкина — Светлана
- Гиви Берикашвили — Шукур, бармен, страстный хоккейный болельщик
- Марина Полбенцева — Лида, музыкант
- Александр Кузнецов — Глущенко
- Баадур Цуладзе — Леварса
- Азиз Агрба — Гамбетта
- Валентина Телегина — тётя Настя
- Гия Перадзе — Аполлон
- Михаил Херхеулидзе — тамада
- Анна Аргун-Канашок — жена Леварсы
- Разанбей Агрба — Самсон Тариэлович, председатель
- Расми Джабраилов — Дионисий, рыбак
- Олег Лагвилава — зритель в белой кепке

Закадровый текст читает Александр Калягин
В эпизоде посещения героями спектакля по пьесе «Дон Карлос» в постановке Абхазского государственного драматический театра можно видеть актёров:
- Анзор Мукба — Дон Карлос
- Шарах Пачалиа — Филипп II, король Испании
- Шалва Гицба — Родриго, маркиз ди Поза
- Чинчор Джениа — священник
- Софья Агумава — актриса
- Вячеслав Аблотиа — актёр

## Критика
Кинокритик Виктор Дёмин в рецензии в журнале «Советский экран» писал о фильме, что это набор сценок, с хорошим актёрским составом и режиссурой, но с бессмысленным сюжетом:

Признаюсь, я не поверил, когда увидел титр «конец» в фильме «У самого Черного моря». Решил, что, наверное, передадут вторую серию. Уж больно обидно — сидеть, терпеть, ждать: вот, мол, что-то будет, и так ничего не получить в результате. То есть как не получить? — спрашиваю я себя. Есть прекрасная режиссура (дебютантов смело можно поздравить), тонкая и лиричная, вся на полутонах и нюансах. Есть очень хорошие актеры. И снялись хорошо, точно, экономно, как бы в стиле миниатюры. Есть, наконец, сцены представления Шиллера на абхазском языке — интересно и самобытно. Так чего же тебе еще надо? Морали. Того самого, что отличает искусство от курортных впечатлений.— Виктор Демин, журнал «Советский экран» № 18, 1975 год